# Pterocallis ostryae
Pterocallis ostryae är en insektsart som beskrevs av Carl Julius Bernhard Börner 1949. Pterocallis ostryae ingår i släktet Pterocallis och familjen långrörsbladlöss. Inga underarter finns listade i Catalogue of Life.